# Cameră cu ceață
Camera cu ceață, cunoscută și sub numele de cameră Wilson, este utilizată pentru detecția particulelor de radiație ionizantă. În cea mai elementară formă, o cameră cu ceață este un mediu sigilat care conține vapori de apă sau alcool, superrăciți, suprasaturați. Când o particulă alfa sau o particulă beta interacționează cu vaporii, îi ionizează. Ionii rezultați se comportă ca nuclei de condensare, în jurul căreia se va forma ceață (deoarece amestecul este în pragul condensului). Energiile mari ale particulelor alfa și beta înseamnă că rămâne o urmă, datorită faptului că se produc mulți ioni de-a lungul căii particulei încărcate electric. Aceste urme au forme distincte (de exemplu, urma unei particule alfa este largă și dreaptă, iar cea a unui electron este mai îngustă și prezintă semne de deviere). Când se aplică un câmp magnetic vertical, particulele încărcate pozitiv și negativ vor avea traiectorii curbate în direcții opuse.